# Calamidia owgarra
Calamidia owgarra är en fjärilsart som beskrevs av George Thomas Bethune-Baker 1908. Calamidia owgarra ingår i släktet Calamidia och familjen björnspinnare. Inga underarter finns listade i Catalogue of Life.